# Combat de Pocé
Chouannerie
Le combat de Pocé fut un affrontement opposant Chouans et Républicains en mai 1796.

## Note
1. 1 2 3  Chiffres de Toussaint du Breil de Pontbriand (Chouan)
2. ↑  "Henri Du Boishamon,... : sa vie à travers la Révolution et la Terreur, ses services dans l'armée catholique et royale de Bretagne, ce qu'il fut pendant et après la Restauration, notes recueillies sur documents authentiques", 1879, consultable https://gallica.bnf.fr/ark:/12148/bpt6k9600743f/f66.image.r=Ch%C3%A2teaubourg